# Сага

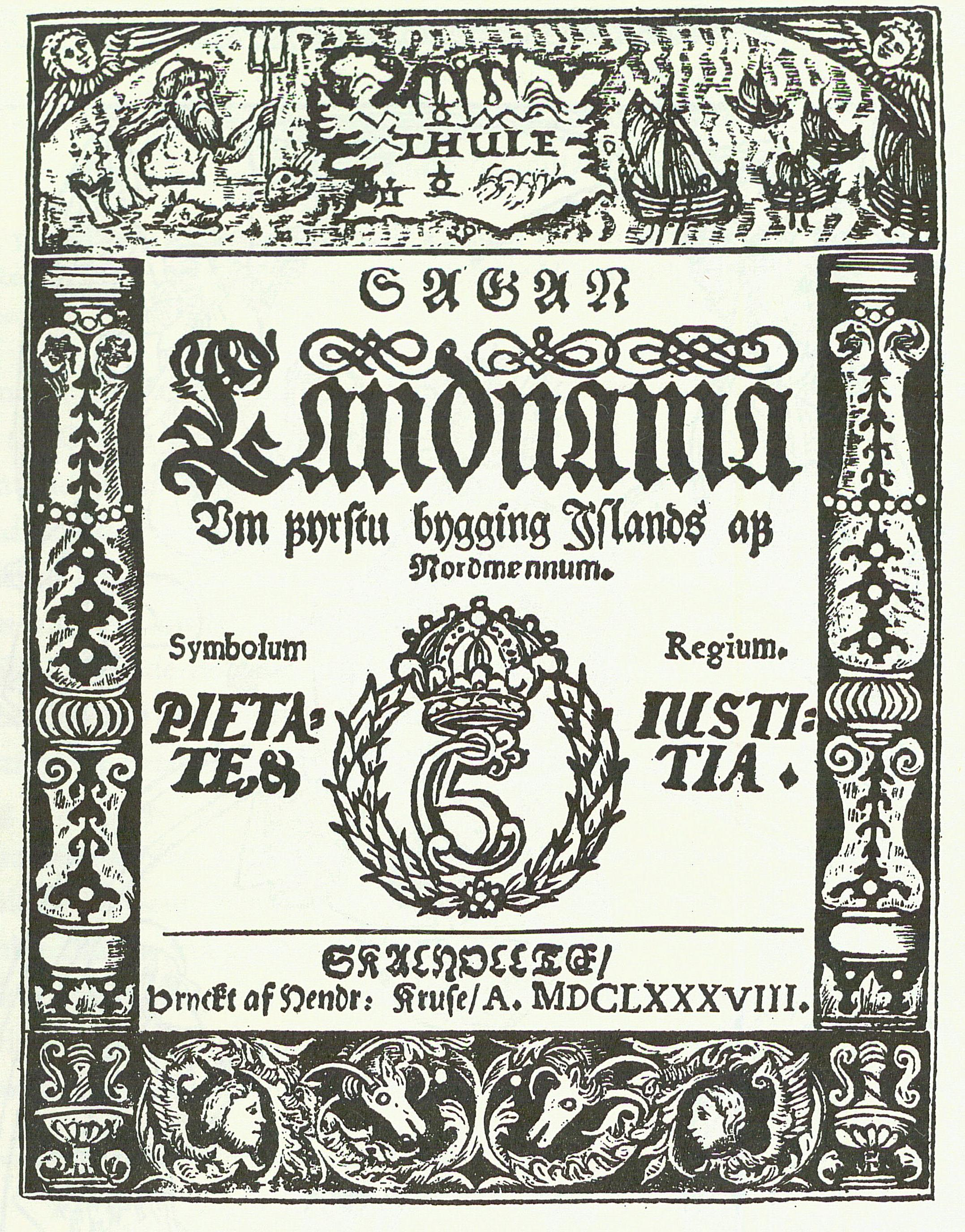
Титульная страница первого печатного издания «Книги о занятии земли», 1688 г.

Са́га (от др.-сканд. saga — «сказ», «сказание») — понятие, обобщающее повествовательные литературные произведения, записанные в Исландии в XIII—XIV веках на древнескандинавском языке, и повествующие об истории и жизни скандинавских народов в период, в основном, с 930 по 1030 годы, так называемый «век саг».

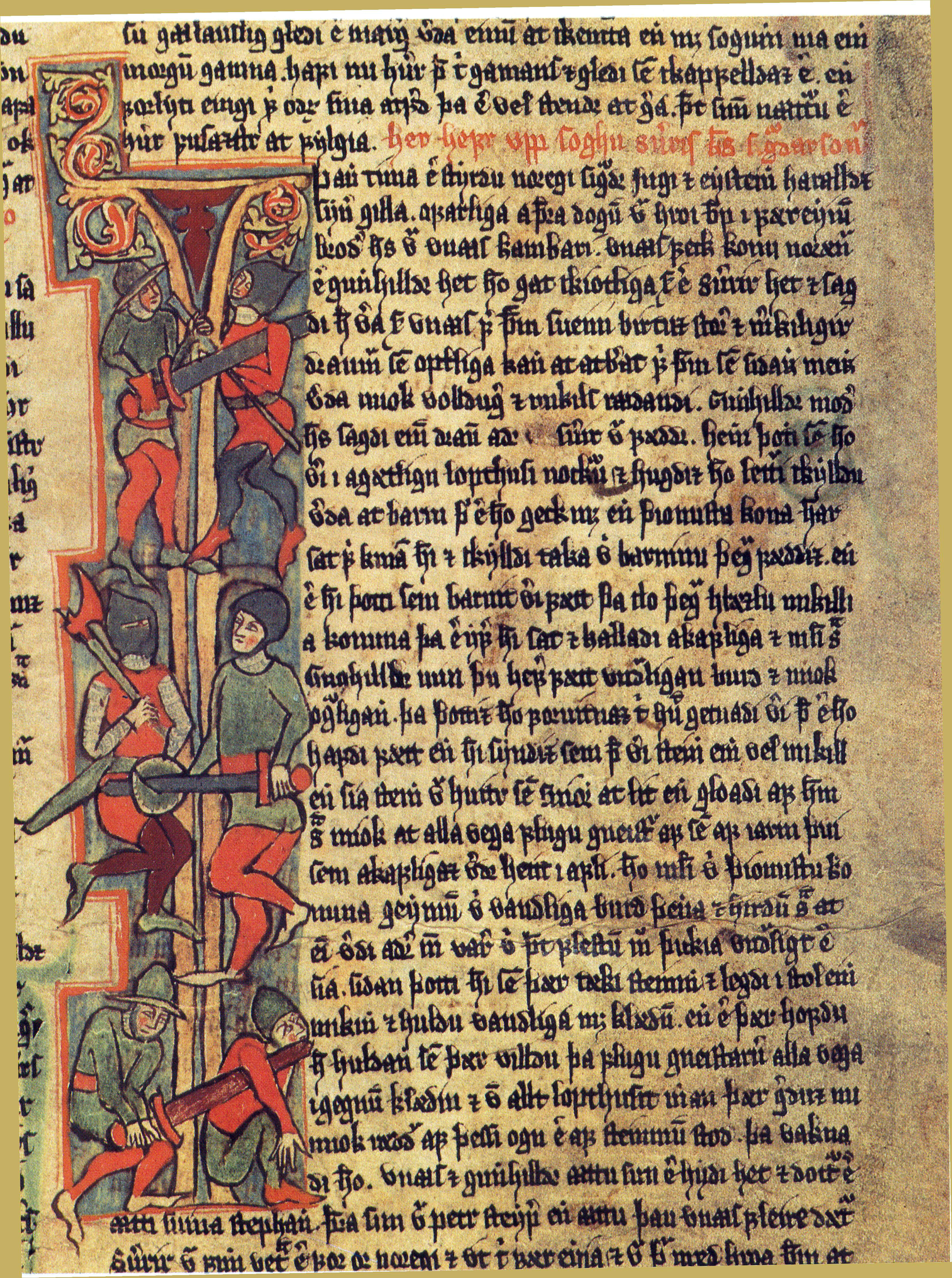
Лист «Книги с Плоского острова» (Flateyarbok) конца XIV в., содержащей текст «Саги об Эйрике Путешественнике» и др. саг

- В метафорическом смысле (а иногда и иронически) сагой называют также литературные произведения других стилей и эпох (в том числе современные) или вообще жизненные истории, имеющие нечто общее с древнеисландскими сагами: обычно это некоторая эпичность стиля или содержания и/или отношение к семейным историям нескольких поколений. Некоторые авторы включают слово «сага» в названия своих произведений[2].

Название, вероятно, происходит от исландского глагола segja — говорить, и обозначает как устное повествование, так и оформленное в письменном виде. Первоначально у исландцев термин «сага» означал «сказанное» и применялся по отношению к любому прозаическому повествованию, однако в настоящее время он объединяет совокупность литературных памятников, записанных в указанное время.

## Канон (принцип) саги

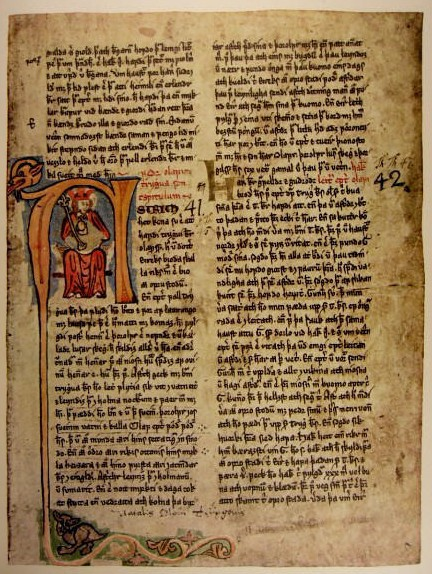
Лист «Книги с Горы» (Bergsbók) начала XV века с текстом «Большой саги об Олаве сыне Трюггви»

Сага всегда начинается с представления действующих лиц, описания их родословной. При этом употребляется стандартное начало: «Жил человек по имени…, он был сыном…. Женат он был на…, детей их звали…» Все более или менее значимые действующие лица характеризуются таким образом. Иногда рассказ начинается за несколько поколений до появления главного героя (героев), восходя ко временам заселения Исландии и возникновения государств Скандинавского полуострова. Вообще, для саг характерно очень большое число действующих лиц, иногда до сотни и более.
Затем рассказ переходит к основным событиям — распрям (в родовых сагах), правлению (в королевских сагах), которые тоже описываются со всей подробностью, вплоть до указания, кто кому и какую рану нанёс в бою и какое возмещение было за это выплачено. Часто дословно цитируются другие памятники — например «Книга о заселении земли» или тексты древнескандинавских законов. Хронология всегда достаточно чётко выдерживается — точно указывается, сколько лет прошло со времени того или иного события.
Внутренний мир и эмоции персонажей изображены в сагах лаконично и сдержанно, из-за чего современному читателю, воспитанному на литературе с подчёркнуто экспрессивной передачей человеческих переживаний, подчас трудно осознать всю глубину трагедии, переживаемой героями. Отношения полов в сагах никогда не описываются так, как это принято в литературе нового времени. Всё, что происходит между супругами, упоминается лишь постольку, поскольку имеет отношение к сюжету. О любовной связи между мужчиной и женщиной, не состоящими в браке, вообще говорится только намёками.

## Разновидности саг
Корпус текстов, известных нам как саги, традиционно разделяется на несколько циклов, в соответствии с обобщающей тематикой произведений и временем действия:
- «Саги о древних временах» — саги, повествующие о легендарной истории Скандинавии, основанные на общих для всех германских народов мифах и героических сказаниях и содержащие ряд сказочных мотивов. Самыми известными из этих саг считаются «Сага о Вёльсунгах», «Сага о Хрольве Жердинке и его витязях», некоторые исследователи относят «Сагу об Инглингах» к сагам о древних временах.
  - «Лживые саги» (lygisögur) — разновидность «Саг о древних временах». В основе таких саг, видимо, не лежит древняя устная традиция[6].
- «Саги о королях» — саги, описывающие историю Норвегии, так как в Исландии не было монархической власти. К этой категории относятся как отдельные саги о норвежских королях, такие как, например, «Сага о Хаконе Хаконарсоне» или «Сага об Олаве Трюггвасоне», так и сводные произведения, характерным и наиболее известным примером которых является «Хеймскрингла» («Круг земной») Снорри Стурлусона. Также существует исландская сага о королях Дании — «Сага о Кнютлингах».
- «Саги об исландцах» или «Родовые саги» — саги, в которых рассказывается о жизни исландцев, их истории, взаимоотношениях их родов в так называемый «век саг» — в период с X по XI века (930—1030 гг.). К этому разряду относятся самые знаменитые саги, такие как «Сага об Эгиле» (Egils saga Skallagrímssonar), «Сага о Ньяле» (Njáls saga) — вершины исландского эпоса, одни из первых и крупнейших письменных памятников североевропейской литературы. Также: «Сага о названных братьях» (Fóstbrœðra saga), «Сага о Битве на Пустоши» (Heiðarvíga saga), «Сага о людях из Лососьей долины» (Laxdæla saga), «Сага о Гисли» (Gísla saga Súrssonar), «Сага о Гуннлауге Змеином Языке» (Gunnlaugs saga ormstungu), «Сага о Греттире», «Сага о сыновьях Дроплауг», «Сага о гренландцах» (Grœnlendinga saga) и др.
- «Саги о недавних событиях» (sarntidssagaer) — саги, рассказывающие об исландцах и их родовых распрях в недавнем прошлом, главным образом, в эпоху Стурлунгов. Большая их часть собрана в компиляции под названием «Сага о Стурлунгах»[7].
- «Саги о епископах» — саги, излагающие историю католической церкви в Исландии. Данные саги содержат большое количество исторически достоверного материала о деяниях исландских епископов в период с 1000 по 1340 г.
- «Переводные саги» — произведения, содержащие пересказы классических сюжетов европейских романов и исторических событий, такие как «Всемирная сага», «Сага о римлянах», «Сага об иудеях», «Сага о троянцах», «Сага об Александре».

## В астрономии
В честь саг назван астероид (1163) Сага, открытый 20 января 1930 года немецким астрономом Карлом Райнмутом в Гейдельбергской обсерватории.

## Публикации
- Сага о Волсунгах / Пер. с древнеисл., пред. и прим. Б. И. Ярхо. — М.; Л.: Academia, 1934. — 292 с. — (Литература Средневековья). 
Переизд.: Сага о Волсунгах // Корни Иггдрасиля. — М.: Терра, 1997. — С. 177-257. — (Викинги). — ISBN 5-300-00913-X.
- Исландские саги / Ред., вступ. ст. и прим. М. Н. Стеблин-Каменского. — М.: Гослитиздат, 1956. — 784 с.
- Исландские саги. Ирландский эпос / Сост., вступ. ст. и прим. М. И. Стеблина-Каменского, А. А. Смирнова. — М.: Художественная литература, 1973. — 864 с. — (Библиотека всемирной литературы, Вып. 8).
- Сага о Греттире / Изд. подг. О. А. Смирницкая, М. И. Стеблин-Каменский. — Новосибирск: Наука, Сибирское отделение, 1976. — 176 с. — (Литературные памятники).
- Стурлусон Снорри. Круг земной / Отв. ред. М. И. Стеблин-Каменский. — М.: Наука, 1980. — 688 с. — (Литературные памятники).
- Сага о Сверрире / Изд. подгот. О. А. Смирницкая, М. И. Стеблин-Каменский, А. Я. Гуревич, Е. А. Гуревич. — М.: Наука, 1988. — 280 с. — (Литературные памятники). — ISBN 5-02-012642-X.
- Глазырина Г. В. Исландские викингские саги о Северной Руси. Текст, перевод, комментарии. — М.: Ладомир, 1996. — 240 с. — (Древнейшие источники по истории Восточной Европы). — ISBN 5-86218-257-8.
- Сокровище Нифлунгов: Предания народов Средневековой Европы / Пер. Е. Балобановой, О. Петерсон. — М.: Аргус, 1996. — 352 с.: ил. — (Предания седых веков). — ISBN 5-85549-131-5 (Сага об Одде Стреле, Сага о Вёльсунгах и др.).
- Сага о Фритьофе Смелом / Пер. с древнеисл. Я. К. Грота // Фритьоф Смелый. — М.: Терра, 1996. — С. 233-270. — (Викинги). — ISBN 5-300-00852-4.
- Сага об Эгиле / Пер. с древнеисл. С. С. Масловой-Лашанской, В. В. Кошкина. — СПб.: Амфора, 1999. — 316 с. — (Личная библиотека Борхеса). — ISBN 5-8301-0032-0.
- Исландские саги: В 2 тт. / Сост. О. А. Смирницкая. Пер. древнеисл. М. И. Стеблин-Каменского, О. А. Смирницкой, С. С. Масловой-Лашанской, В. В. Кошкина и др. — СПб.: Журнал «Нева»; Летний сад, 1999. — 832+560 с. — ISBN 5-87516-118-3, 5-89740-008-3.
- Глазырина Г. В. Сага об Ингваре Путешественнике. Текст, перевод, комментарий. — М.: Издат. фирма «Восточная литература», 2002. — 464 с. — (Древнейшие источники по истории Восточной Европы). — ISBN 978-5-02-018131-5.
- Сага о Финнбоги Сильном / Пер. с древнеисл. Ф. Д. Батюшкова. — М.: Историко-просветительское общество, 2002. — 128 с. — (Памятники европейской средневековой литературы). — ISBN 5-93319-009-8.
- Исландские саги / Пер. древнеисл. А. В. Циммерлинга, Ф. Б. Успенского. — М.: Языки русской культуры, 2000. — 648 с. — (Studia philologica). — ISBN 5-7859-0163-3.
- Исландские саги / Пер. древнеисл. А. В. Циммерлинга, С. Ю. Агишева. — Том 2.  — М.: Языки славянской культуры, 2004. — 608 с. — (Studia philologica). — ISBN 5-9551-0004-0.
- Стурла Тордарсон. Сага об исландцах / Пер. А. В. Циммерлинга. — М.: Языки славянской культуры, 2007. — 512 с. — (Studia philologica). — ISBN 978-5-903354-90-0.
- Пряди истории: Исландские саги о Древней Руси и Скандинавии / Пер. с древнеисл. И. Б. Губанова, В. О. Казанского, М. В. Панкратовой, Ю. А. Полуэктова. — М.: Водолей Publishers, 2008. — 320 с. — ISBN 978-5-9796-0034-5.
- Сага о йомсвикингах / Пер. А. С. Северянина, А. С. Щавелева // Викинги. Между Скандинавией и Русью. — М.: Вече, 2009. — С. 85-147. — (Terra Historica). — ISBN 978-5-9533-2840-1.
- Джаксон Т. Н. Исландские королевские саги о Восточной Европе. Тексты, перевод, комментарий. — 2-е изд. — М.: Русский Фонд Содействия образованию и науке; Университет Дмитрия Пожарского, 2012. — 780 с. — (Древнейшие источники по истории Восточной Европы). — ISBN 978-5-91244-072-4.
- Прядь о Серли. Сага об Асмунде Убийце Воителей / Пер. Е. А. Гуревич, И. Г. Матюшиной // Самые забавные лживые саги. Сб. ст. в честь Г. В. Глазыриной. Под ред. Т. Н. Джаксон и Е. А. Мельниковой. — М.: Русский Фонд Содействия образованию и науке; Университет Дмитрия Пожарского, 2012. — С. 191-234. — ISBN 978-5-91244-059-5.
- Исландские пряди / Изд. подг. Е. А. Гуревич. Отв. ред. О. А. Смирницкая. — М.: Наука, 2016. — 1008 с. — (Литературные памятники). — ISBN 978-5-02-039117-8.
- Сага об Эгиле. Сага о Ньяле / Пер. с древнеисл. М. И. Стеблин-Каменского, О. А. Смирницкой, В. В. Кошкина, С. С. Масловой-Лашанской и др. — Рязань: Александрия, 2017. — 808 с. — ISBN 978-5-94460-060-8.
- Саги Исландии: В 2 тт. / Подг. А. И. Цепков. — Рязань: Александрия, 2018. — 1520 с. — ISBN 978-5-94460-062-2.
- Сага о йомсвикингах / Пер. с древнеисл., ст., комм. Ю. А. Полуэктова. Под ред. Ю. К. Кузьменко. — М.; СПб.: Альянс-Архео, 2018. — 592 с. — ISBN 978-5-98874-151-0.
- Саги о богах, героях и скальдах Исландии / Сост. В. Е. Сеничев, Н. В. Топчий. — М.: Вече, 2019. — 320 с.: ил. — (Нордический мир). — ISBN 978-5-4484-0465-8.
- Сага о Кнютлингах / Пер. с древнеисл., ст., комм. Т. Н. Джаксон. — СПб.: Изд-во Олега Абышко, 2021. — 512 с.: ил. — ISBN 978-5-6043895-8-4.
- Сказание о мече Тюрфинге. Сага о потомках Аригрима / Пер. и комм. В. Е. Сеничева. — М.: Вече, 2021. — 320 с.: ил. — (Нордический мир). — ISBN 978-5-4484-2763-3.
- Эпоха первых исландцев. Саги об Эйрике Красном и о Финнбоге Сильном / Пер. Ф. Д. Батюшкова, С. Н. Сыромятникова. Сост. В. Е. Сеничев. — М.: Вече, 2022. — 240 с.: ил. — (Нордический мир). — ISBN 978-5-4484-3488-4.
- Исландские саги: В 2 тт. / Пер. с древнеисл. О. А. Смирницкой, М. И. Стеблин-Каменского, В. В. Кошкина, С. С. Масловой-Лашанской и др. — М.: Альма-Матер, 2024. — 1092 с. — (Эпохи. Средние века. Тексты). — ISBN 978-5-98426-232-3.
- Тексты саг на сайте Norrœn Dýrð.